# MACI
Matrix-induced autologous chondrocyte implantation (MACI) is een methode voor de implantatie van eigen kraakbeencellen bij kraakbeendefecten. Lichaamseigen kraakbeenvormende cellen worden op een collageen membraan gezaaid en daarna in het defect geïmplanteerd. Er wordt gezond kraakbeen uit de knie van de patiënt gehaald en vervolgens naar het laboratorium opgestuurd. De chondrocyten uit het kraakbeen worden opgekweekt en op een collageen membraan gezaaid. Daarna wordt het membraan met de gekweekte cellen in het defect geplaatst, waar ze tot nieuw kraakbeen kunnen uitgroeien. 

## Een aantal voordelen van MACI
- Chirurgisch minder invasief
- Minder tijdrovend
- Sneller herstel dan na behandeling met ACI (Autologe Chondrocyten Implantatie)
- Significante verbetering van functie en pijn